# ČIPke
ČIPke ali Iniciativa za ženske s čutom za tehnologijo, znanost in umetnost je iniciativa, ki raziskuje situacijo žensk v znanstveno tehničnem kontekstu in intermedijski umetnosti.
Za skupnost ČIPke skrbita Saša Spačal in Ida Hiršenfelder. ČIPke delujejo v Rampa laboratoriju v Ljubljani, s podporo Mestne občine Ljubljana in Ministrstva za kulturo Republike Slovenije.
Iniciativa ČIPke odpira prostor komuniciranja o pogojih delovanja žensk na tem področju. Hkrati organizira praktično-izobraževalni program, ki vključuje različne delavnice na temo odprtokodnih programov, programiranja, grafičnega oblikovanja, video montaže, elektronike in robotike. Iniciativa organizira tudi vsakoletno razstavo Štrene z vsebinsko odprtim konceptom del, ki jih definira zgolj jasnost konteksta umetniškega dela in nepotrošniška logika uporabe tehnologije.
V okviru iniciative ČIPke je bil posnet tudi raziskovalni dokumentarni film Tok (flow) avtoric Ane Čigon, Saše Spačal in Ide Hiršenfelder, ki govori o situaciji žensk, ki delujejo v znanstveno tehničnem kontekstu in intermedijski umetnosti. FIlm je bil premierno uprizorjen oktobra 2016 v okviru festivala Mesto žensk.